# Virginsk ambratræ
Virginsk ambratræ (Liquidambar styraciflua) er et mellemstort, løvfældende træ med en bred, kegleformet krone hos unge træer og en kuplet krone hos de gamle. Træet hører hjemme i Nordamerika.

## Beskrivelse
Hovedgrenene er opstigende og ret slanke med uregelmæssigt udstående sidegrene. Barken er først gulbrun til mørkegrøn med brune hår. Senere bliver den lysegrå til lysebrun med firkantede plader, og til sidst er den mørkegrå med tykke, uregelmæssige kamme. Knopperne er spredte, smalt ægformede og friskgrønne uden hår. Løvspringet sker sent. 
Bladene er trelappede hos unge træer, men femlappede hos ældre. Oversiden er mørkegrøn og blank, mens undersiden er noget lysere og mat med brune hår på ribberne. Høstfarverne spænder mellem gult over brunt til klart rødt. Blomster ses sjældent i Danmark. Han- og hunblomster sidder hver for sig i små runde stande. Frugterne er kuglerunde og forsynet med næbagtige, krumme pigge. De vingede frø modner ikke i Danmark.
Rodnettet består af dybtgående, hjerteformet fordelte hovedrødder og mange, fint forgrenede og tynde siderødder. Træet kan danne rodskud, som så har bark med tydelige korklister.
Højde x bredde og årlig tilvækst: 20 × 6 m (30 × 10 cm/år).

## Hjemsted
Ambratræet stammer fra de centrale og sydlige dele af USA, hvor det vokser i blandede løvskove på fugtig, mineralrig bund. 
I området omkring Roosevelt i New Jersey, USA, findes arten i skove og som pionertræ sammen med bl.a. Konvalbusk, robinie, tulipantræ, amerikansk bøg, amerikansk knapbusk, amerikansk nældetræ, amerikansk platan, amerikansk vin, blyantene, brunfrugtet surbær, glansbladet hæg, hvid ask, hvid hickory, klatrevildvin, koralsumak, pennsylvansk vokspors, rødløn, skovtupelotræ, sukkerbirk, sumpeg, sumprose, virginsk troldnød, virginsk vinterbær, weymouthfyr og østamerikansk hemlock
| Portal | Portal:Botanik |